# 감바라역
감바라역(이탈리아어: Gambara)은 밀라노 지하철 1호선의 역이다. 1966년에 문을 열었으며 감바라 광장 (Piazza Gambara)에 위치해 있다.

## 역사
이 역은 원래 파가노-감바라 지선의 일부로 만들어졌으며, 정식적인 영업은 1966년 4월 2일부터 시작했다. 1975년 인간니 역까지 연장될 때까지는 1호선의 마지막 종착역이었다.

## 시설
이 역에는 다음과 같은 시설이 있다.
- 장애인 승객을 위한 접근 시설
- 에스컬레이터
- 승차권 자동 판매기
- 역 감시카메라
- 신문 가판대